# Сокілець (Хмільницький район)
Сокіле́ць — село в Україні, у Козятинській громаді Хмільницького району Вінницької області. Населення становить 539 осіб.

## Населення

### Мова
Розподіл населення за рідною мовою за даними перепису 2001 року:

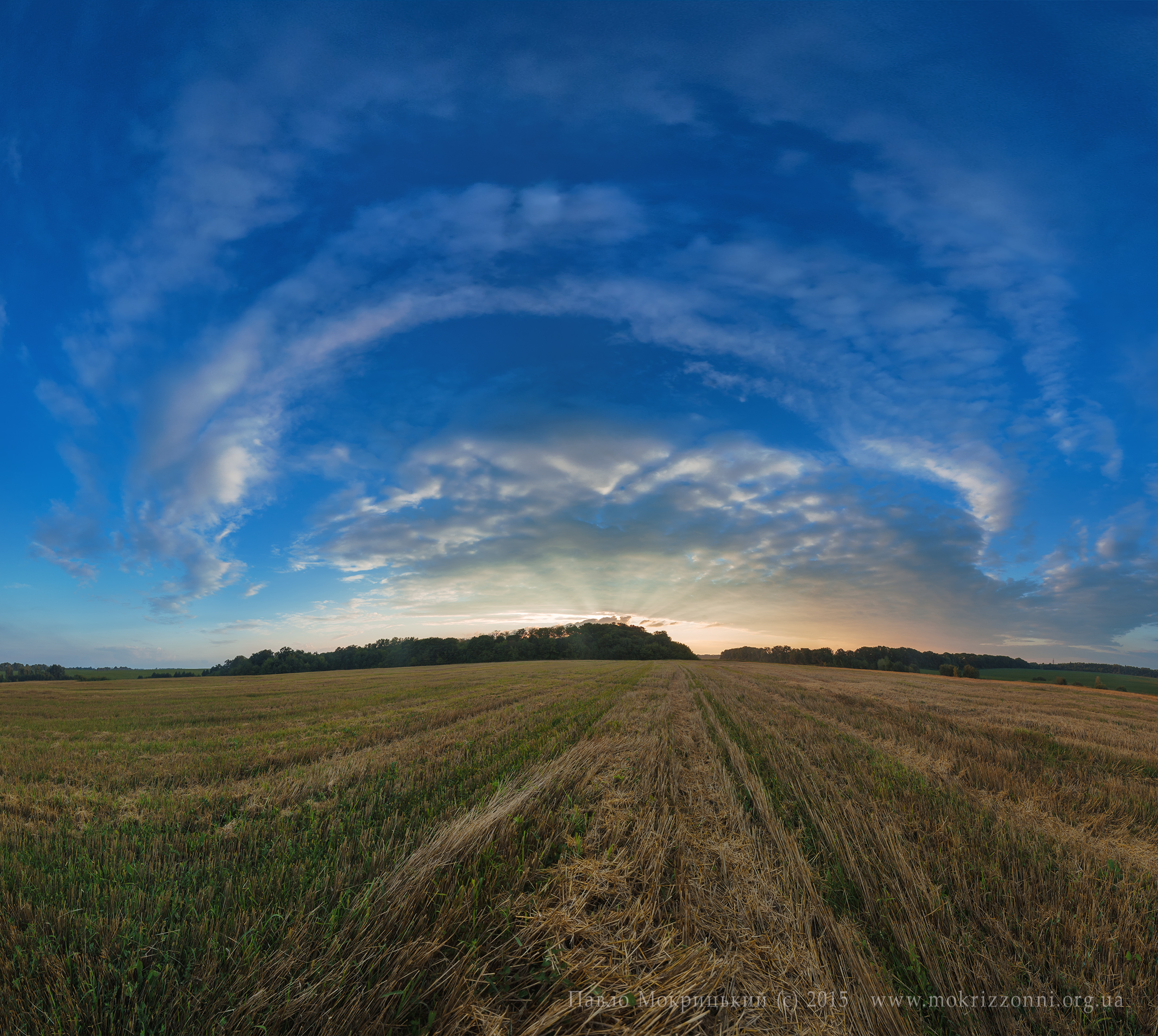
Титусівский ліс

| Мова       | Кількість | Відсоток |
| ---------- | --------- | -------- |
| українська | 530       | 98.33%   |
| російська  | 7         | 1.29%    |
| білоруська | 1         | 0.19%    |
| румунська  | 1         | 0.19%    |
| Усього     | 539       | 100%     |

## Пам'ятки
- Титусівський ліс — ентомологічний заказник місцевого значення.

## Відомі люди
- Зарицький Петро Анатолійович — український поет і прозаїк.